# Gubesh Peak
Der Gubesh Peak (englisch; bulgarisch връх Губеш wrach Gubesch) ist ein 1240 m hoher Berg im westantarktischen Ellsworthland. In den Flowers Hills im Osten der Sentinel Range des Ellsworthgebirges ragt er 11,29 km östlich bis nördlich des Mount Havener, 13,95 km südsüdöstlich des Dickey Peak und 8,31 km nordöstlich des Taylor Spur auf. Der Rutford-Eisstrom liegt östlich und das Sikera Valley westlich von ihm.
US-amerikanische Wissenschaftler kartierten ihn 1988. Die bulgarische Kommission für Antarktische Geographische Namen benannte ihn 2011 nach der Ortschaft Gubesch im Westen Bulgariens.